# Alasdair Gray
Alasdair Gray   (Glasgow, 28 de desembre de 1934 - Glasgow, 29 de desembre de 2019) va ser un escriptor i artista escocès.
La seva obra més aclamada va ser la seva primera novel·la Lanark, publicada el 1981 i escrita durant un període de 30 anys. El seu treball combina realisme, fantasia i ciència-ficció, sempre sota un to sarcàstic i irònic. Els seus llibres es componen a través de la paraula, però també a través de la composició, la tipografia i la il·lustració, fent-ne obres tan interessants com insòlites. L'obra d'Alasdair Gray combina elements de realisme, fantasia i ciència-ficció, a més d'un ús intel·ligent de la tipografia i les seves pròpies il·lustracions. Va ser un dels escriptors escocesos més originals i importants del seu temps.
S'identificà si mateix com a nacionalista escocès i republicà.

## Obres

### Novel·les
- Lanark (1981)
- 1982, Janine (1984)
- The Fall of Kelvin Walker (1985)
- Something Leather (1990)
- McGrotty and Ludmilla (1990)
- Poor Things (1992)
- A History Maker (1994)
- Mavis Belfrage (1996)
- Old Men In Love (2007)

### Llibres de relats
- Unlikely Stories, Mostly (1983)
- Lean Tales (1985) (amb James Kelman i Agnes Owens)
- Ten Tales Tall & True (1993)
- The Ends of Our Tethers (2003)
- Every Short Story from 1952 to 2012 (2012)